# 鞠小路通
鞠小路通（まりこうじどおり）は、京都市の南北の通りの一つ。北は高野地区、南は春日北通まで。
京都府京都市左京区を通る。百万遍付近では東大路通の一つ西の通りとなる。1915年に開通。

## 沿道の施設
- 京都大学　西部講堂
- 京都大学　百万遍国際交流会館
- 京都大学YMCA会館
- 朱い実保育園
- 鞠小路イン京都
- 緑寿庵清水
- 阿闍梨餅本舗満月 本店